# الدوقات (فلم)
الدوقات هو فيلم كوميدي درامي أُنتِج عام 2008. ويدور حول مجموعة من الموسيقيين الذين حاولوا سرقة بنك. الفيلم من إخراج روبرت ديفي، وبطولة شاز بالمينتيري، وديفي ، وبيتر بوجدانوفيتش، وإيليا باسكن. 

## طاقم التمثيل
- شاز بالمينتيري: جورج
- روبرت دافي: داني
- بيتر بوجدانوفيتش: لو
- فرانك داميكو: أرموند
- ايليا باسكن: ميرف
- ميريام مارجوليس: العمة فيي
- ميلورا هاردين: ديان
- بروس فيلتز: توليو
- إلويز برودي: كاثرين
- جوزيف كامبانيلا: جيوفاني زورو
- دومينيك سكوت كاي بدور بريون
- إيلين هندريكس في دور ستيفاني
- ألفونس موزون: ألفونس
- جويس ويسترغارد: سوزيت
- جون بروسكي: براد

## روابط خارجية
- The Dukes  في قاعدة بيانات الأفلام على الإنترنت (بالإنجليزية)
- الدوقات (فلم) في روتن توميتوز.
- مراجعة متنوعة